# 第63回全国高等学校野球選手権大会
第63回全国高等学校野球選手権大会（だい63かいぜんこくこうとうがっこうやきゅうせんしゅけんたいかい）は、1981年8月8日から8月21日までの14日間にわたり阪神甲子園球場で行われた全国高等学校野球選手権大会である。

## 代表校
| 東日本   | 東日本       | 東日本        |
| 地方大会 | 代表校       | 出場回数      |
| -------- | ------------ | ------------- |
| 北北海道 | 帯広工       | 初出場        |
| 南北海道 | 函館有斗     | 7年ぶり2回目  |
| 青森     | 東奥義塾     | 14年ぶり4回目 |
| 岩手     | 盛岡工       | 初出場        |
| 秋田     | 秋田経大付   | 初出場        |
| 山形     | 鶴商学園     | 3年ぶり2回目  |
| 宮城     | 仙台育英     | 3年ぶり7回目  |
| 福島     | 福島商       | 4年ぶり7回目  |
| 茨城     | 取手二       | 3年ぶり3回目  |
| 栃木     | 宇都宮学園   | 4年ぶり4回目  |
| 群馬     | 前橋工       | 3年連続6回目  |
| 埼玉     | 熊谷商       | 2年連続5回目  |
| 山梨     | 東海大甲府   | 初出場        |
| 千葉     | 銚子西       | 初出場        |
| 東東京   | 早稲田実     | 2年連続24回目 |
| 西東京   | 国学院久我山 | 初出場        |
| 神奈川   | 横浜         | 2年連続4回目  |
| 長野     | 岡谷工       | 13年ぶり4回目 |
| 新潟     | 新発田農     | 2年連続3回目  |
| 富山     | 高岡第一     | 初出場        |
| 石川     | 星稜         | 2年ぶり5回目  |
| 静岡     | 浜松西       | 初出場        |
| 愛知     | 名古屋電気   | 7年ぶり2回目  |
| 岐阜     | 岐阜南       | 13年ぶり2回目 |
| 三重     | 海星         | 4年ぶり4回目  |

| 西日本   | 西日本     | 西日本        |
| 地方大会 | 代表校     | 出場回数      |
| -------- | ---------- | ------------- |
| 福井     | 福井商     | 3年ぶり5回目  |
| 滋賀     | 近江       | 初出場        |
| 京都     | 京都商     | 3年ぶり10回目 |
| 奈良     | 智弁学園   | 4年ぶり3回目  |
| 和歌山   | 和歌山工   | 初出場        |
| 大阪     | 北陽       | 2年連続4回目  |
| 兵庫     | 報徳学園   | 3年ぶり7回目  |
| 岡山     | 岡山南     | 初出場        |
| 鳥取     | 鳥取西     | 8年ぶり19回目 |
| 広島     | 広島商     | 2年ぶり16回目 |
| 島根     | 浜田       | 3年連続7回目  |
| 山口     | 下関商     | 18年ぶり7回目 |
| 香川     | 志度商     | 34年ぶり2回目 |
| 愛媛     | 今治西     | 4年ぶり7回目  |
| 徳島     | 徳島商     | 3年ぶり12回目 |
| 高知     | 高知       | 2年ぶり9回目  |
| 福岡     | 福岡大大濠 | 初出場        |
| 佐賀     | 佐賀学園   | 初出場        |
| 長崎     | 長崎西     | 30年ぶり2回目 |
| 熊本     | 鎮西       | 13年ぶり3回目 |
| 大分     | 津久見     | 4年ぶり9回目  |
| 宮崎     | 都城商     | 初出場        |
| 鹿児島   | 鹿児島実   | 2年ぶり8回目  |
| 沖縄     | 興南       | 2年連続4回目  |

## 試合結果

### 1回戦
8月8日
- 岐阜南 6 - 1 智弁学園
- 鹿児島実 3 - 2 仙台育英
- 志度商 8 - 0 高岡第一

8月9日
- 浜松西 1 - 0 佐賀学園
- 福島商 7 - 3 浜田（延長10回）
- 鳥取西 5 - 0 東奥義塾
- 横浜 3 - 1 徳島商（延長13回）

8月10日
- 和歌山工 4 - 0 星稜
- 報徳学園 9 - 0 盛岡工
- 新発田農 3 - 1 広島商（延長10回）
- 福井商 5 - 1 銚子西

8月11日
- 早稲田実 4 - 0 高知
- 宇都宮学園 4 - 0 岡山南
- 秋田経大付 5 - 1 興南
- 鎮西 2x - 1 取手二

8月12日
- 北陽 7 - 3 海星
- 近江 4 - 3 鶴商学園

### 2回戦
- 岡谷工 5 - 2 津久見
- 今治西 3 - 2 国学院久我山

8月13日
- 京都商 5x - 4 前橋工
- 名古屋電気 4 - 0 長崎西
- 福岡大大濠 3 -2 函館有斗
- 都城商 6 - 1 帯広工

8月14日
- 熊谷商 12x - 11 下関商
- 新発田農 4 - 3 東海大甲府
- 秋田経大付 5 - 1 福島商
- 鎮西 6 - 4 鹿児島実

8月15日
- 宇都宮学園 6 - 2 岐阜南
- 志度商 3 - 1 福井商
- 北陽 2 - 1 浜松西
- 報徳学園 4 - 1 横浜

8月16日
- 和歌山工 2 - 0 近江
- 早稲田実 5 - 0 鳥取西

### 3回戦
- 志度商 2x - 1 秋田経大付（延長10回）
- 名古屋電気 2x - 1 北陽（延長12回）

8月17日
- 京都商 1x - 0 宇都宮学園（延長11回）
- 今治西 9 - 1 新発田農
- 都城商 2x - 1 岡谷工（延長12回）

8月18日
- 鎮西 3 - 1 福岡大大濠
- 報徳学園 5x - 4 早稲田実（延長10回）
- 和歌山工 4 - 0 熊谷商

### 準々決勝
8月19日
- 鎮西 7 - 0 都城商
- 報徳学園 3 - 1 今治西
- 名古屋電気 3 - 0 志度商
- 京都商 2 - 0 和歌山工

### 準決勝
8月20日
- 報徳学園 3 - 1 名古屋電気
- 京都商 1 - 0 鎮西

### 決勝
|          | 1 | 2 | 3 | 4 | 5 | 6 | 7 | 8 | 9 | R | H | E |
| -------- | - | - | - | - | - | - | - | - | - | - | - | - |
| 京都商   | 0 | 0 | 0 | 0 | 0 | 0 | 0 | 0 | 0 | 0 | 3 | 1 |
| 報徳学園 | 0 | 0 | 0 | 0 | 0 | 0 | 1 | 1 | X | 2 | 7 | 0 |

1. （京）：井口 - 辻
2. （報）：金村 - 石田
3. 審判
［球審］元橋
［塁審］郷司・清沢・山川
4. 試合時間：1時間38分

| 京都商 | 京都商 | 京都商          |
| 打順   | 守備   | 選手            |
| ------ | ------ | --------------- |
| 1      | [中]   | 鄭昭相（3年）   |
| 2      | [遊]   | 水本啓史（3年） |
| 3      | [一]   | 堀田徹（2年）   |
|        | 打     | 角研一郎（3年） |
| 4      | [右]   | 金原貴義（3年） |
| 5      | [左]   | 韓裕（3年）     |
|        | 打二   | 呉本治勇（3年） |
| 6      | [投]   | 井口和人（3年） |
| 7      | [二]   | 津田幸男（3年） |
|        | 左     | 荒川光男（3年） |
| 8      | [捕]   | 辻猛彦（3年）   |
| 9      | [三]   | 中沢孝行（3年） |

| 報徳学園 | 報徳学園 | 報徳学園          |
| 打順     | 守備     | 選手              |
| -------- | -------- | ----------------- |
| 1        | [三]     | 高原広秀（3年）   |
| 2        | [一]     | 大谷晴重（3年）   |
| 3        | [捕]     | 石田健（3年）     |
| 4        | [投]     | 金村義明（3年）   |
| 5        | [左]     | 西原清昭（3年）   |
| 6        | [中]     | 岡部道明（3年）   |
| 7        | [右]     | 永田裕治（3年）   |
|          | 右       | 若狭健司（2年）   |
| 8        | [二]     | 野崎雄一郎（3年） |
| 9        | [遊]     | 東郷洋志（3年）   |

## 大会本塁打
1回戦
- 第1号：清水雅治（浜田）
- 第2号：岡部道明（報徳学園）
- 第3号：森本哲男（福井商）
- 第4号：宮明浩（宇都宮学園）
- 第5号：田中宏明（海星）

2回戦
- 第6号：鳩貝順一（国学院久我山）
- 第7号：山本幸二（名古屋電気）
- 第8号：加藤誉昭（都城商）
- 第9号：管一昭（下関商）
- 第10号：奥村寿文（鎮西）
- 第11号：阿久根幸晴（鹿児島実）
- 第12号：棚橋祐司（岐阜南）
- 第13号：半田浩範（宇都宮学園）
- 第14号：金村義明（報徳学園）
- 第15号：金村義明（報徳学園）

3回戦
- 第16号：中村稔（名古屋電気）
- 第17号：加藤誉昭（都城商）
- 第18号：加藤誉昭（都城商）

準々決勝
- 第19号：宮守義照（鎮西）
- 第20号：工藤公康（名古屋電気）

## 記録
| 記録               | 選手名                 | 対戦校        | 補足           |
| ------------------ | ---------------------- | ------------- | -------------- |
| ノーヒットノーラン | 工藤公康（名古屋電気） | 2回戦・長崎西 | 大会史上18人目 |

## その他の主な出場選手
- 松本豊（秋田経大付）
- 古溝克之（福島商）
- 渡辺久信（前橋工）
- 荒木大輔（早稲田実）
- 片平保彦（横浜）
- 音重鎮（星稜）
- 高橋雅裕（名古屋電気）
- 高木宣宏（北陽）
- 川相昌弘（岡山南）
- 本間立彦（岡山南）

- 田子譲治（鳥取西）
- 森永健司（広島商）
- 渡辺弘（今治西）
- 藤本修二（今治西）
- 武田康（今治西）
- 森山良二（福岡大大濠）
- 小川浩一（佐賀学園）
- 坂田和隆（鎮西）
- 頓田国満（鎮西）
- 竹下浩二（興南）